# Østerby (ved Egernførde)
 For alternative betydninger, se Østerby. (Se også artikler, som begynder med Østerby)
Østerby (dansk) eller Osterby (tysk) er en landsby og kommune beliggende 6 km vest for Egernførde (Egernfjord) i Hyttenbjerge i det sydøstlige Sydslesvig. Administrativt hører kommunen under Rendsborg-Egernførde kreds i den nordtyske delstat Slesvig-Holsten. Kommunen samarbejder på administrativt plan med andre kommuner i omegnen i Hytten Bjerge kommunefællesskab (Amt Hüttener Berge). I kirkelig henseende hører Østerby under Hytten Sogn. Sognet lå i Hytten Herred (Sønderjylland), da området tilhørte Danmark.
Østerby er første gang nævnt 1528 som Osterbuj. Stednavnet forklares ved beliggenheden øst i sognet eller beskriver generelt en mod øst liggende landsby. Byen befandt sig i middelalderen ved den østlige kant af den store grænseskov mellem danskerne og sakserne (stednavnet Jernved minder stadig om dette skovområde). Østerbys byvåben viser en såkaldt sveberknude, som er hentet fra det i Østerby fundne moselig (se Østerbymanden).
Kommunen er landbrugspræget.